# Jonchery-sur-Vesle
 Jonchery-sur-Vesle  es una población y comuna francesa, en la región de Champaña-Ardenas, departamento de Marne, en el distrito de Reims y cantón de Fismes.

## Demografía
| 732 | 767 | 951 | 1465 | 1661 | 1836 |
| Para los censos de 1962 a 1999 la población legal corresponde a la población sin duplicidades (Fuente: INSEE [Consultar]) |     |     |      |      |      |